# Richard Král
Richard Král (ur. 16 maja 1970 w Pardubicach) – czeski hokeista, reprezentant Czech. Trener hokejowy.

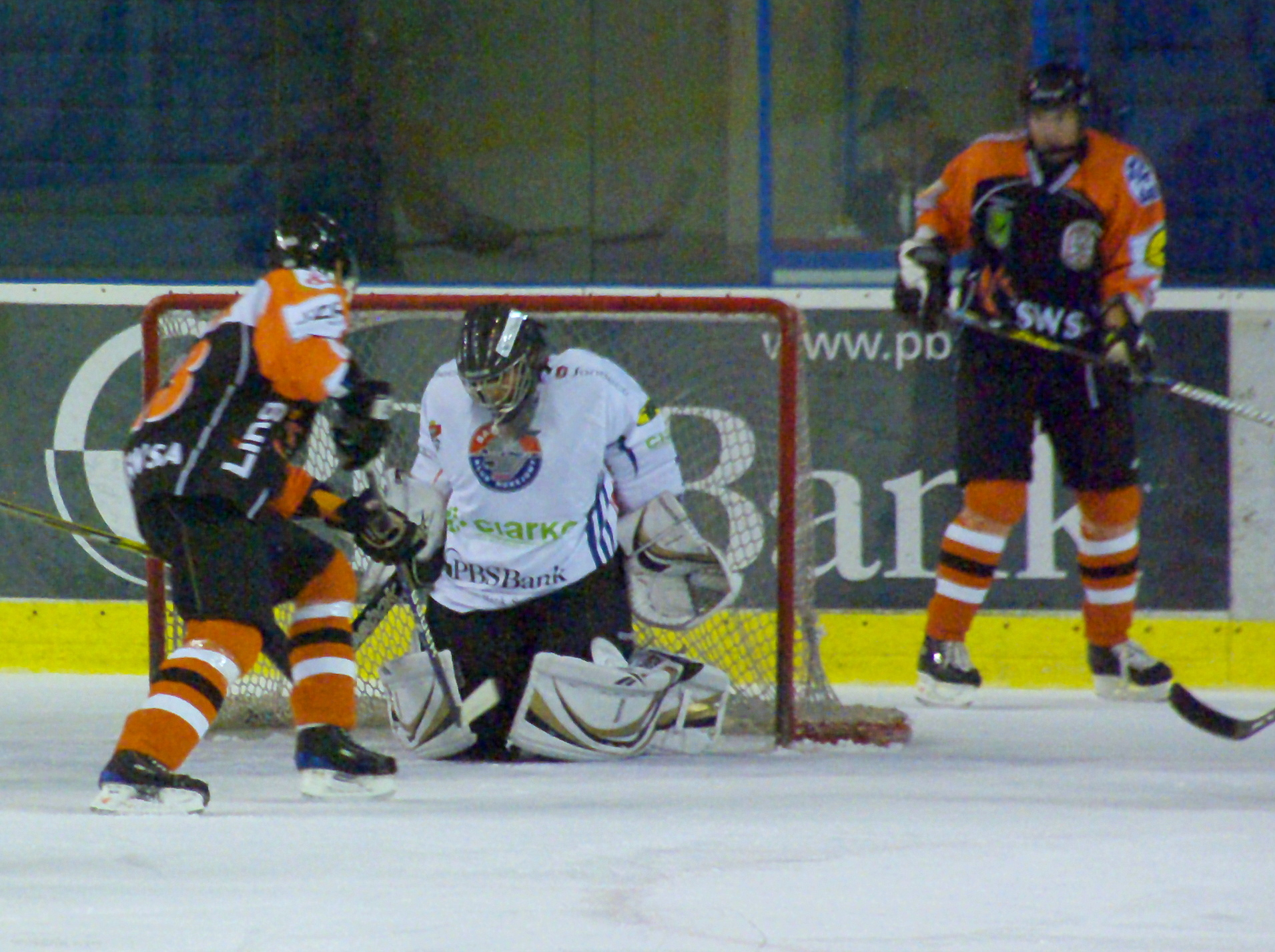
Richard Král (pierwszy z prawej) w barwach JKH GKS Jastrzębie w 2010. Obok Michał Plaskiewicz (bramkarz) i Petr Lipina

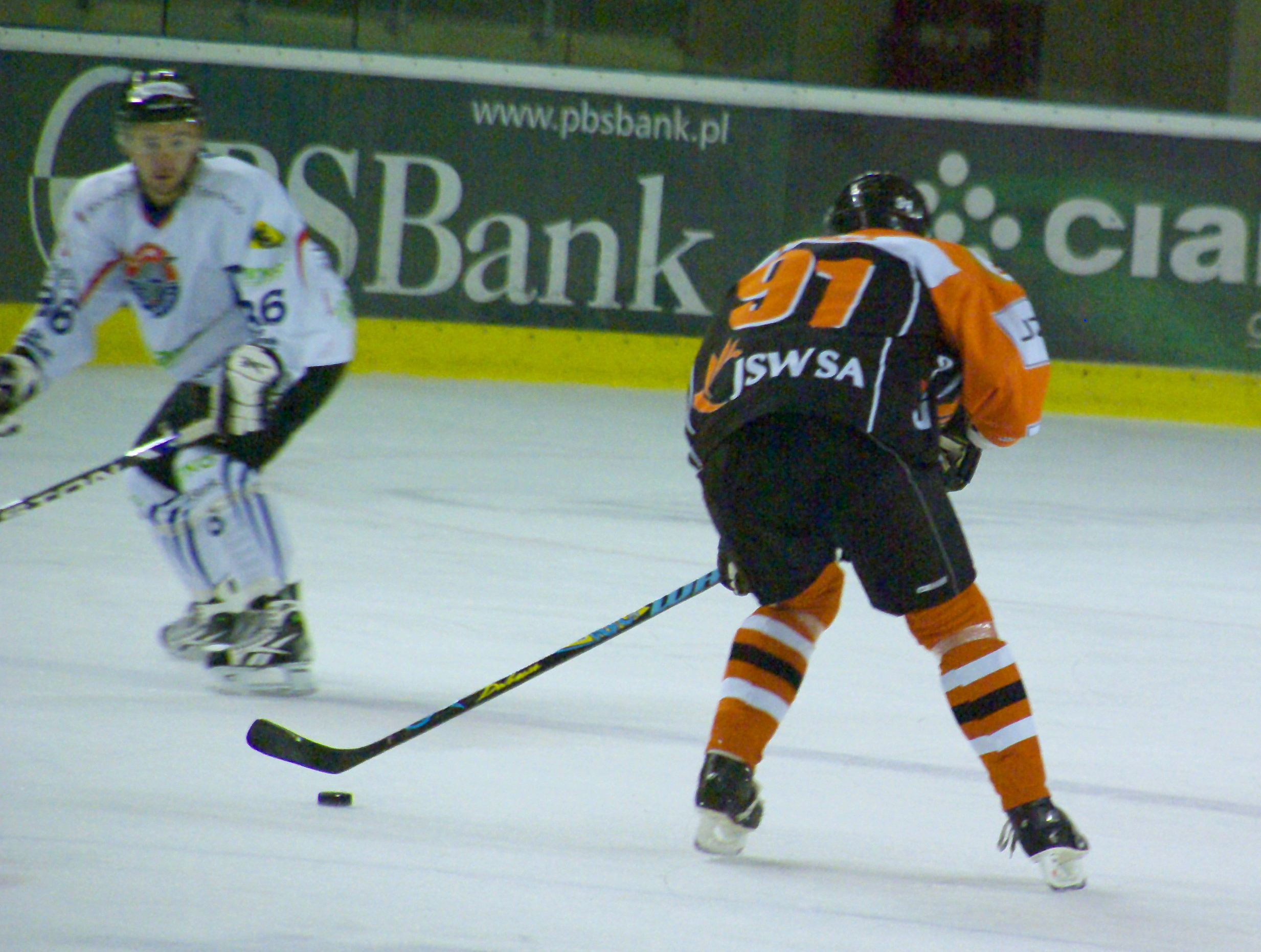
Richard Král (z prawej) w barwach JKH GKS Jastrzębie w 2010. Obok Tobiasz Bigos

## Kariera zawodnicza
- HC Pardubice (1988–1995)
- HC Železárny Trzyniec (1995–2000)
- HC Zlín (2005–2006)
- HC Pilzno 1929 (1995–1996)
- BK Mladá Boleslav (2006–2010)
- GKS Jastrzębie (2010–2014)

Od 2010 roku zawodnik JKH GKS Jastrzębie (w marcu 2012 przedłużył umowę o kolejny rok). W lutym 2013 roku ponownie przedłużył kontrakt z klubem. Pod koniec marca 2014 ogłosił zakończenie kariery zawodniczej. Przez cztery lata gry w polskiej lidze rozegrał 192 spotkania, w których uzyskał 259 punktów za 102 goli i 157 asyst.
W trakcie kariery zyskał przydomek Król Ryszard.

## Kariera trenerska
- HC Pardubice U16 / U18 (2014-2015), asystent trenera
- HC Pardubice (2015-2016), główny trener
- HC Pardubice (2016-), asystent trenera

Po zakończeniu kariery zawodniczej został trenerem. Od października 2015 szkoleniowiec HC Pardubice. Od połowy stycznia 2016 asystent I trenera Petera Draisaitla.

## Sukcesy i nagrody
Reprezentacyjne
- Srebrny medal zimowej uniwersjady: 1989

Klubowe
- Złoty medal mistrzostw Czechosłowacji: 1999 z Tesla Pardubice
- Srebrny medal mistrzostw Czech: 1994 z HC Pardubice, 1998 z HC Železárny Trzyniec
- Brązowy medal mistrzostw Czech: 1994 z HC Pardubice, 1999 z HC Železárny Trzyniec
- Awans do Ekstraligi: 2008 z BK Mladá Boleslav
- Puchar Polski: 2013 z JKH GKS Jastrzębie
- Srebrny medal mistrzostw Polski: 2013 z JKH GKS Jastrzębie
- Brązowy medal mistrzostw Polski: 2014 z JKH GKS Jastrzębie

Indywidualne
- Ekstraliga czeska w hokeju na lodzie (1993/1994):
  - Pierwsze miejsce w klasyfikacji strzelców w sezonie zasadniczym
- Ekstraliga czeska w hokeju na lodzie (1997/1998):
  - Pierwsze miejsce w klasyfikacji asystentów w fazie play-off: 12 asyst
  - Pierwsze miejsce w klasyfikacji kanadyjskiej w fazie play-off: 20 punktów
- Ekstraliga czeska w hokeju na lodzie (1999/2000):
  - Pierwsze miejsce w klasyfikacji strzelców w sezonie zasadniczym
  - Pierwsze miejsce w klasyfikacji asystentów w sezonie zasadniczym: 53 asysty
- Ekstraliga czeska w hokeju na lodzie (1999/2000):
  - Pierwsze miejsce w klasyfikacji strzelców w sezonie zasadniczym
  - Pierwsze miejsce w klasyfikacji asystentów w sezonie zasadniczym: 45 asysty
- Ekstraliga polska w hokeju na lodzie (2010/2011):
  - Pierwsze miejsce w klasyfikacji strzelców w sezonie zasadniczym: 28 goli
  - Pierwsze miejsce w klasyfikacji asystentów w sezonie zasadniczym: 40 asyst
  - Pierwsze miejsce w klasyfikacji kanadyjskiej w sezonie zasadniczym: 68 punktów
  - Pierwsze miejsce w klasyfikacji kanadyjskiej w całym sezonie: 79 punktów za 32 gole i 47 asyst w 48 meczach
- Polska Liga Hokejowa (2011/2012):
  - Siódme miejsce w klasyfikacji asystentów w sezonie zasadniczym: 29 asyst
- Turniej finałowy Pucharu Polski 2012/2013:
  - Najlepszy zawodnik meczu półfinałowego
  - Najlepszy napastnik turnieju
- Polska Liga Hokejowa (2012/2013):
  - Drugie miejsce w klasyfikacji strzelców w sezonie zasadniczym: 26 goli
  - Piąte miejsce w klasyfikacji asystentów w sezonie zasadniczym: 27 asyst
  - Drugie miejsce w klasyfikacji kanadyjskiej w sezonie zasadniczym: 53 punktów
  - Pierwsze miejsce w klasyfikacji zwycięskich goli w sezonie zasadniczym: 6 goli

Rekordy
Richard Král jest rekordzistą rozgrywek czeskiej ekstraligi pod względem występów wśród aktywnych graczy – rozegrał dotąd 932 meczów (tym samym zajmuje drugie miejsce w klasyfikacji). Napastnik zajmuje pierwsze miejsce w klasyfikacji kanadyjskiej wszech czasów: w latach 1988-2010 uzyskał 890 punktów (za 364 gole i 526 asyst – w tych klasyfikacjach jest na drugich miejscach). Do lutego 2013 roku był rekordzistą liczby punktów zdobytych w klasyfikacji kanadyjskiej czeskiej ekstraligi w sezonie zasadniczym (77 punktów za 24 gole i 53 asysty). Jego osiągnięcie pobił Martin Růžička, także w barwach trzynieckiego klubu w sezonie 2012/2013 (uzyskał 83 punkty).